# 香港軍事法庭
香港軍事法庭是指第二次世界大战結束，香港重光後，香港政府成立的軍事法庭，用以審判當時香港日佔時期日本所犯下的一系列戰爭罪行。香港軍事法庭負責審判乙級、丙級戰犯，從1946年3月28日成立到1948年12月20日解散，共審判46案，123名日本戰犯。
當時審判的戰犯除日本人外，亦有少量台灣人。戰犯包括大日本帝國陸軍、海軍的士兵及協力的平民。所犯的罪行大部分位於香港，亦有部分位於中國、日本、台灣和公海上。被處死刑的戰犯中，最有名者為時任香港憲兵隊隊長，有「殺人王」稱號的野間賢之助。
法庭屬東南亞盟國陸軍司令部管轄，然而實際上審判權在駐港英軍司令手中。審判的第一案是銀礦灣屠殺案。亦有審判金瓜石戰俘營案、里斯本丸案等等。